# Pilatus und andere
Pilatus und andere (Volledige titel: Pilatus und andere - Ein Film für Karfreitag) is een Duitse film van de Poolse regisseur Andrzej Wajda, gebaseerd op de roman De meester en Margarita van de Sovjet auteur Michail Boelgakov. De film vertelt weliswaar alleen de Bijbelse passages uit de roman. Hij werd uitgezonden door de Duitse televisiezender ZDF op 29 maart 1972, een Goede Vrijdag. Hij werd nog eens vertoond op het Filmfestival van Berlijn op 15 februari 2006, toen regisseur Andrzej Wajda er een Gouden Erebeer kreeg.

## Achtergrond
Andrzej Wajda had reeds twee scenario's uit Warschau gekregen om het lijdensverhaal te verfilmen, maar had ze allebei afgewezen. Toen hij De meester en Margarita gelezen had, besloot hij de dialogen van Michail Boelgakov te gebruiken voor zijn film.
De opnamen gebeurden in Neurenberg, op de ruïnes van het Derde Rijk. Voor het filmen gebruikte Wajda het platform, van waarop Adolf Hitler zijn toespraken hield tijdens de bijeenkomsten van de Nazipartij in Nurenberg.

## Verhaal
In de roman De meester en Margarita van de Russische auteur Michail Boelgakov, waarop de film gebaseerd is, zijn drie verhaallijnen onderling verweven: een satirische verhaallijn waarin Satan, hier Woland genoemd, naar het Moskou van de jaren 30 van de 20ste eeuw komt om op hilarische wijze af te rekenen met de corrupte arrivisten, bureaucraten en profiteurs uit de Stalinistische periode, een tweede die de innerlijke strijd beschrijft die Pontius Pilatus voert vóór, tijdens en na de veroordeling en terechtstelling van Jesjoea Ha Notsri (Jezus van Nazareth), en een derde die het verhaal vertelt van de liefde tussen de meester, een naamloze schrijver in het Moskou van de jaren 30 en zijn geliefde Margarita, die tot het uiterste gaat om haar meester te redden. De meester heeft een roman geschreven over Pontius Pilatus, en wordt door de autoriteiten hard aangepakt omdat dat een onderwerp is dat in de officieel atheïstische Sovjet-Unie taboe was.
De film Pilatus und andere vertelt alleen de Bijbelse passages uit de roman: het verhaal van Pontius Pilatus en Jesjoea Ha Notsri (Jezus van Nazareth).

### Verschillen met de roman
De Bijbelse passages uit de roman spelen zich af in het oude Jersjalajim, maar regisseur Wajda situeert zijn film in het Duitsland van de 20ste eeuw. Levi Mattheüs, die in de roman de enige trouwe volgeling is van Jezus, is in de film een moderne televisieverslaggever die verslag uitbrengt van de ondervraging van Jesjoea door Pontius Pilatus, van de gebeurtenissen op Kalvarieberg, en van de kruisweg van Jesjoea in de straten van Frankfurt am Main.

## Rolverdeling
- Jesjoea Ha-Notsri: Wojciech Pszoniak
- Pontius Pilatus: Jan Kreczmar
- Marcus Ratteschrik: Marek Perepeczko
- Levi Mattheüs: Daniel Olbrychski
- Afranius: Andrzej Lapicki
- Jehoeda van Karioth: Jerzy Zelnik
- Kajafas: Vladek Sheybal

## Soundtrack
Johann Sebastian Bach - Matthäus-Passion

## Andere filmbewerkingen van De meester en Margarita
- Charlotte Waligòra - Le maître et Marguerite - 2017 (speelfilm)
- Giovanni Brancale - Il Maestro e Margherita - 2008 (speelfilm)
- Vladimir Bortko - Master i Margarita - 2005 (tv-reeks)
- Ibolya Fekete - A Mester és Margarita - 2005 (speelfilm)
- Sergej Desnitskij - Master i Margarita - 1996 (tv-film)
- Joerij Kara - Master i Margarita - 1994 (speelfilm)
- Paul Bryers - Incident in Judaea - 1992 (tv-film)
- Oldřich Daněk - Pilát Pontský, onoho dne - 1991 (tv-film)
- Andras Szirtes - Forradalom Után - 1990 (speelfilm)
- Aleksandr Dzekoen - Master i Margarita - 1989 (tv-reeks)
- Maciej Wojtyszko - Mistrz i Małgorzata - 1988 (tv-reeks)
- Vladimir Vasiljev en Boris Jermolajev - Fuete - 1986 (speelfilm)
- Aleksandar Petrović - Il Maestro e Margherita - 1972 (speelfilm)
- Seppo Wallin - Pilatus - 1970 (tv-film)

Verwacht
- Logos Film Company - The Master and Margarita - 2018  (speelfilm)
- Katariina Lillqvist - Mistr a Markétka - 2013 (animatiefilm)
- Nikolai Lebjedev  - Master i Margarita - 2019 (speelfilm)